# Malloszi Kratész
Malloszi Kratész (ógörögül: Κράτης ὁ Μαλλώτης, latinul: Crates; Mallosz, i. e. 220 – i. e. 148, Pergamon??) malloszi születésű, később Pergamonban élő és dolgozó ógörög tudós, nyelvész, irodalomtudós, sztoikus filozófus, a pergamoni irodalmi iskola alapítója és a Pergamoni könyvtár vezetője.
Arról is nevezetes, hogy ő az első ismert tudós aki i. e. 150 körül földgömböt szerkesztett amelyet a könyvtár udvarán helyezett el. Bronz földgömbje Sztrabón szerint 10 láb, vagyis mintegy három méter átmérőjű volt.
Fő művének Homéroszról szóló kritikus és exegetikus kommentárjai tekinthetők. Ezek töredékei mások munkáiban maradtak fenn.

## Élete
A kilikiai Malloszban született, Tarsusban nevelkedett, majd Pergamonban élt II. Eumenész és II. Attalosz idején. Ő volt a pergamoni irodalomtudományi iskola alapítója, és úgy tűnik, egy időben a pergamoni könyvtár vezetője volt. Követői között volt Hermiász (Κρατήτειος Ἑρμείας, sch. Hom. Il. 16.207a említi), Malloszi Zénodotosz és Babilóni Hérodikosz.
Eumenész követeként érkezett Rómába i. e. 168-ban, más forrás szerint Attaloszéként 159-ben. Miután egy nyitott csatornába esve eltörte a lábát, kénytelen volt egy ideig Rómában maradni, és nagy sikerű grammatikai és filozófiai előadássorozatot tartott, amelyek később ösztönzőnek bizonyultak a rómaiak nyelvészetére és irodalomtudományára.

## Munkássága
Kratész éles különbséget tett a kritika és a grammatika között, utóbbit az előbbinek alárendeltnek tekintette. Kratész szerint a kritikusnak mindent meg kell vizsgálnia, ami fényt deríthet az irodalomra; a nyelvésznek csak a nyelv szabályait kell alkalmaznia, hogy tisztázza az egyes szövegrészek jelentését, és rendezze a szöveget, a prozódiát, hangsúlyokat, stb. Rendszerének ebből a részéből származtatta Kratész a Kritikosz vezetéknevet.
Szamothrakéi Arisztarkhoszhoz hasonlóan Kratész is Homérosz műveinek szentelte a legnagyobb figyelmet műveiben, amelyeket ő is Homérikosznak nevezett. Kilenc könyvében írt kommentárokat az Iliaszhoz és az Odüsszeiához. Ezek néhány töredéke más tudósok és ókori írók műveiben maradtak fenn. Elvei ellentétesek voltak Arisztarkhoszéval, aki az alexandriai iskola vezetője volt. Kratész viszont az exegézis allegorikus elméletének legfőbb képviselője volt, és fenntartotta, hogy Homérosz tudományos illetve filozófiai igazságokat kívánt költészet formájában kifejezni.
Homérosszal kapcsolatos munkája mellett Kratész írt kommentárokat Hésziodosz Istenek születése (Theogónia) című művéhez, Euripidész, Arisztophanész és valószínűleg más ókori szerzők műveihez is; továbbá egy könyvet az attikai dialektusról; a földrajzról, a természettörténetről és a mezőgazdaságról, amelyekből azonban csak néhány töredék maradt fenn.

## Földgömbje

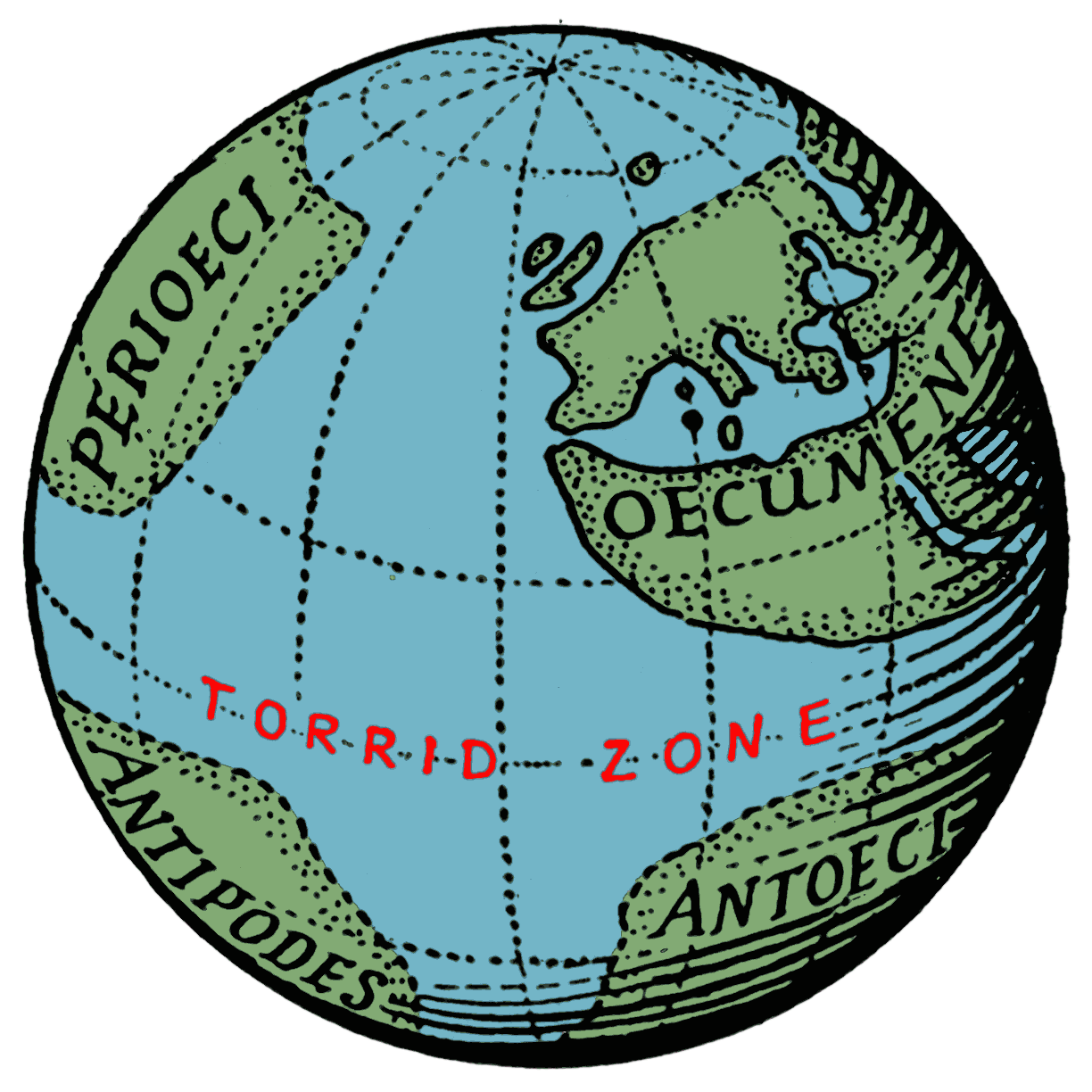
Kratész elveszett földgömbjének XX. századi rekonstrukciója fennmaradt leírások alapján (Ernest George Ravenstein).

Sztrabón szerint Kratész egy földgömböt készített a Föld ábrázolására amely a legkorábbi ismert földgömb volt a világon:
„Azt a teret, amelyben szerintünk a lakott föld fekszik, most a gömbfelületen ábrázoltuk, aki azonban kézzelfogható módon a lehető leghívebben akarja a valóságot utánozni, annak a földet mint gömbidomot kell elkészítenie, mint amilyen a Kratesé, s ezen kell fölvennie a négyszöget, s ezen belül kell a térképet megszerkesztenie. Minthogy pedig nagy gömbre van szükség, hogy az említett szelet, amely annak csak igen kicsiny része, a lakott föld vonatkozó részeit világosan feltüntethesse, és a szemlélőnek helyes áttekintést adjon, sokkal jobb, ha az, aki képes ennek a megszerkesztésére, ilyet készít; az átmérőjének legalább 10 láb hosszúnak kell lennie.” (Sztrabón II. 5. 10. (150. o.))

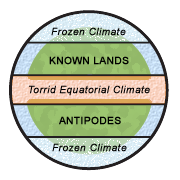
A Föld öt éghajlati öve

Az öt éghajlati zóna elméletét követve Kratész úgy vélte, hogy a forró égövet az óceán foglalja el, és az analógia alapján elképzelhetőnek tartotta, hogy a forró zónán túl is élnek emberek:
„Az utóbbi ugyanis azokat követi, akik matematikus módra fejezik ki magukat, s azt mondja, hogy a forró égövet az Ókeanos foglalja el, s ennek mindkét oldalán van a mérsékelt éghajlat mind a mi oldalunkon, mind a másik oldalon. Valamint tehát a mi oldalunkon azokat mondjuk aithiopsoknak, akik a lakott föld mentén dél felé az Ókeanos mellett laknak, föltevése szerint éppen úgy az Ókeanoson túl, a másik mérsékelt éghajlat alatt lakó emberek után is legvégül aithiopsokat kell képzelni, szintén ugyanezen Ókeanos mellett. Két helyt fordulnak elő, s az Ókeanos osztotta őket kétfelé.” (Sztrabón I. 2. 24. (70. o.))
A földgömb a „lakott földet”, az ökumenét (Európa, Afrika és Ázsia) a glóbusz egyik felső negyedén ábrázolta. A három másik negyeden három másik kontinenst tüntetett fel abból a megfontolásból, hogy ha nem léteznének, akkor nem volna egyensúlyban a Föld.
Ezt a három kontinenst a Perioeci (Mellettlakók), az Antipodes (Ellenlábasok) és Antoeci (Ellenlakók) felirattal látta el.
Perioeci és Antipodes vitathatatlanul léteznek és nagyjából Észak-Amerikának, illetve Dél-Amerikának felelnek meg. De az Antoeci kontinens, a Terra Australis nem, kivéve töredékeket (Ausztrália és Dél-Afrika). Viszont a Földön körben valóban egy vízgyűrű rajzolható meg, azonban nem a déli szélesség 60 fokán, hanem az Egyenlítőn.

## Emlékezete
- Róla nevezték el az antarktiszi Crates-öbölt.

## Fordítás
- Ez a szócikk részben vagy egészben  a   Crates of Mallus című angol Wikipédia-szócikk ezen változatának fordításán alapul.  Az eredeti cikk szerkesztőit annak laptörténete sorolja fel. Ez a jelzés csupán a megfogalmazás eredetét és a szerzői jogokat jelzi, nem szolgál a cikkben szereplő információk forrásmegjelöléseként.